# Шульц, Павел (футболист)
Па́вел Шу́льц (чеш. Pavel Šulc; род. 29 декабря 2000, Карловы Вары) — чешский футболист, полузащитник клуба «Олимпик Лион» и сборной Чехии. Участник чемпионата Европы 2024.

## Клубная карьера
Шульц — воспитанник пльзеньской «Виктории». В начале 2019 года игрок на правах аренды перешёл в «Высочину». В матче против «Зноймо» он дебютировал в чешской ФНЛ. 5 апреля в поединке против «Варнсдорфа» Павел забил свой первый гол за «Высочину». Летом 2019 года Шульц был арендован «Опавой». 14 июля в матче против «Динамо» из Ческе-Будеёвице он дебютировал в Первой лиге. В начале 2020 года Шульц на правах аренды присоединился в «Динамо». 14 февраля в матче против «Млады-Болеслав» он дебютировал за новую команду. 10 июня в поединке против «Теплице» Павел забил свой первый гол за «Динамо». В начале 2021 года Шульц вернулся в «Викторию». 17 января в матче против «Пршибрама» он дебютировал за основной состав. 14 февраля в поединке против «Млады-Болеслав» Павел забил свой первый гол за «Викторию».
Летом 2022 года Шульц был арендован клубом «Яблонец». 31 июля в матче против «Богемианс 1905» он дебютировал за новую команду. 29 октября в поединке против своего бывшего клуба «Динамо» Павел забил свой первый гол за «Яблонец».

## Международная карьера
В 2023 году Шульц в составе молодёжной сборной Чехии принял участие в молодёжном чемпионате Европы в Румынии и Грузии. На турнире он сыграл в матчах против команд Англии, Германии и Израиля. 
22 марта 2024 года в товарищеском матче против сборной Норвегии дебютировал за главную сборную страны. Чехия одержала победу со счётом 2:1.

## Статистика выступлений за сборную
| Матчи за сборную Чехии | Матчи за сборную Чехии | Матчи за сборную Чехии | Матчи за сборную Чехии | Матчи за сборную Чехии | Матчи за сборную Чехии    | Матчи за сборную Чехии |
| ---------------------- | ---------------------- | ---------------------- | ---------------------- | ---------------------- | ------------------------- | ---------------------- |
| №                      | Дата                   | Оппонент               | Счёт                   | Голы                   | Соревнование              |                        |
| 1                      | 22 марта 2024          | Норвегия               | 2:1                    | -                      | Товарищеский матч         |                        |
| 2                      | 7 июня 2024            | Мальта                 | 7:1                    | -                      | Товарищеский матч         |                        |
| 3                      | 10 июня 2024           | Северная Македония     | 2:1                    | -                      | Товарищеский матч         |                        |
| 4                      | 18 июня 2024           | Португалия             | 1:2                    | -                      | ЧЕ-2024. Групповая стадия |                        |
| 5                      | 7 сентября 2024        | Грузия                 | 1:4                    | -                      | Лига наций 2024/25        |                        |
| 6                      | 10 сентября 2024       | Украина                | 3:2                    | 2                      | Лига наций 2024/25        |                        |
| 7                      | 11 октября 2024        | Албания                | 2:0                    | -                      | Лига наций 2024/25        |                        |
| 8                      | 14 октября 2024        | Украина                | 1:1                    | -                      | Лига наций 2024/25        |                        |
| 9                      | 14 ноября 2024         | Албания                | 0:0                    | -                      | Лига наций 2024/25        |                        |
| 10                     | 19 ноября 2024         | Грузия                 | 2:1                    | 1                      | Лига наций 2024/25        |                        |
| 11                     | 22 марта 2025          | Фарерские острова      | 2:1                    | -                      | Отборочный матч ЧМ-2026   |                        |
| 12                     | 25 марта 2025          | Гибралтар              | 4:0                    | 1                      | Отборочный матч ЧМ-2026   |                        |
| 13                     | 6 июня 2025            | Черногория             | 2:0                    | -                      | Отборочный матч ЧМ-2026   |                        |
| 14                     | 9 июня 2025            | Хорватия               | 1:5                    | -                      | Отборочный матч ЧМ-2026   |                        |